# Збірна Фарерських островів з футболу

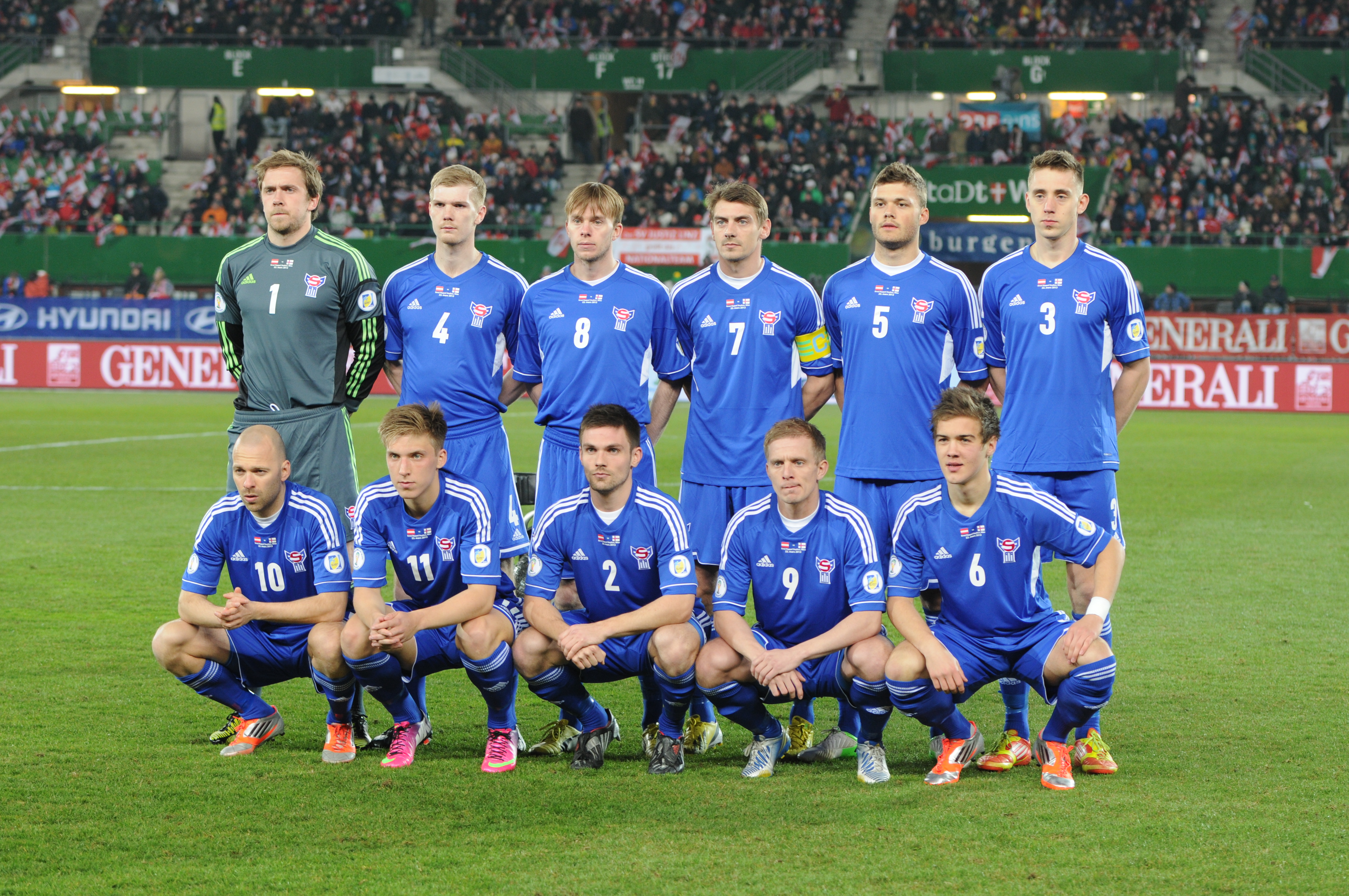

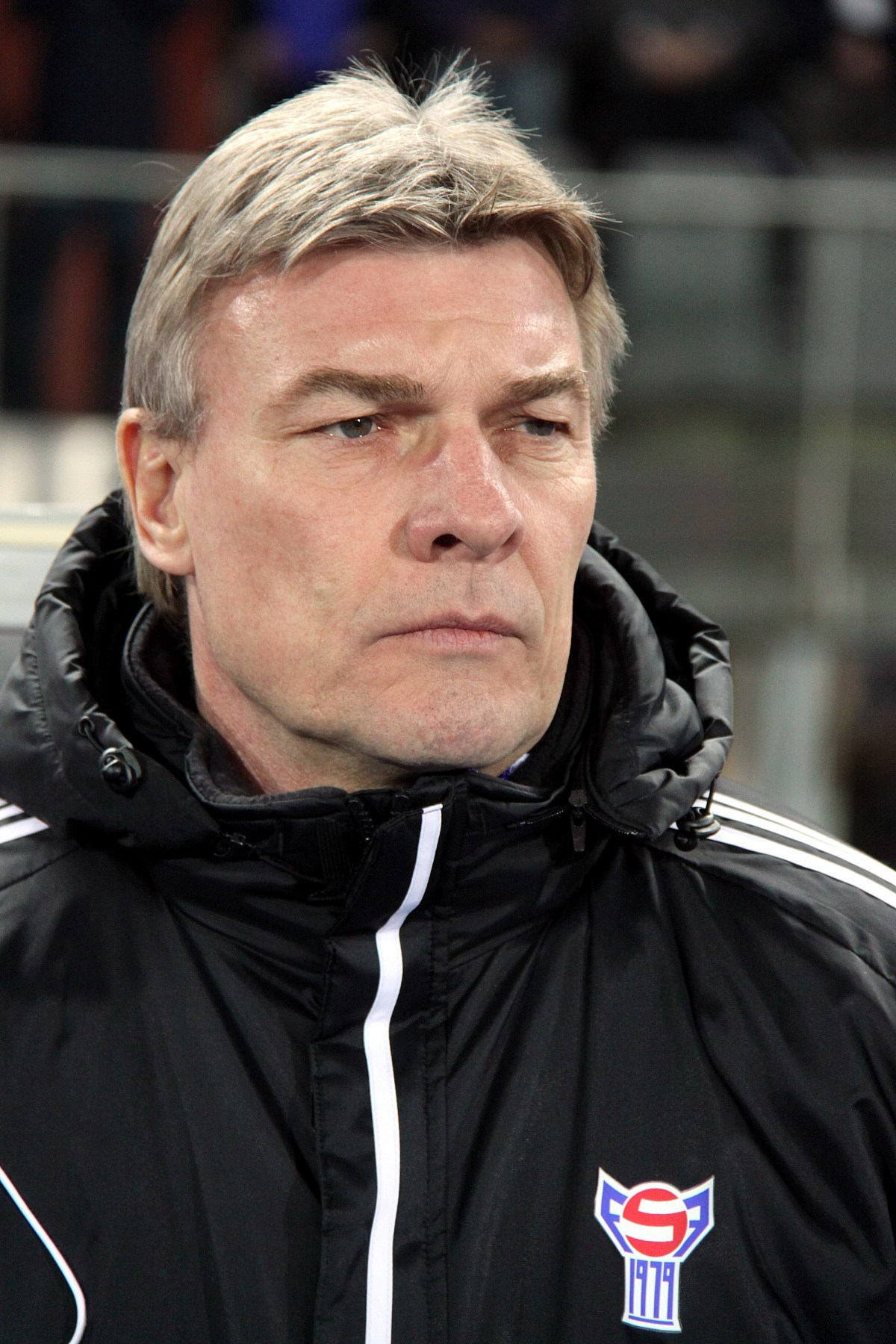
Тренер Ларс Олсен

Збірна Фарерських островів з футболу — національна футбольна команда Фарерських островів. Стадіони — «Торсволлюр» (Торсгавн, 6000 осіб), «Свангаскар» (Тофтір).
Станом на 3 квітня 2025 посідає 141-e місце у рейтингу футбольних збірних світу.

## Історія
Перший матч збірна Фарер зіграла ще у 1930 році, але офіційними признаються матчі, починаючи з 1988 року, коли Федерація футболу Фарерських островів була прийнята до ФІФА (до УЄФА — з 1990 року). Попри те, що фактично Фарери не є незалежною державою (користуючись широкою автономією у складі Данії), збірній дозволено виступати у міжнародних змаганнях. Серед досягнень збірної Фарерських островів — дві перемоги в футбольному турнірі так званих Острівних Ігор в 1989, 1991 роках, де беруть участь різноманітні збірні, які представляють острівні частини більш крупних держав (наприклад, Гібралтар, Родос, Шетлендські острови).
Однак головним тріумфом команди вважається перемога 1:0 над збірною Австрії в дебютному для фарерців відбірковому матчі чемпіонату Європи. Історична гра відбулася 12 вересня 1990 року на нейтральному полі у шведському місті Ландскруна. Єдиний гол забив півзахисник клубу «СуйФ Сандававур» Торкіл Нільсен, продавець деревини за основним родом діяльності.
Непогано фарерці виступили й у кваліфікації до ЧС-2002 — вони врятували матч зі збірною Словенії, забивши за декілька хвилин до фінального свистка 2 голи у ворота словенців; при жахливих погодних умовах змогли перемогти команду Люксембургу; довго стримували натиск збірної Росії (м'яч часто потрапляв у штангу або в перекладину і декілька разів ледве не зламав ворота). В рамках відбору до ЧС-2010 фарерці на стадіоні в Торсхавні зіграли внічию зі збірною Австрії — 1:1 (єдиний гол у фарерців забив 20-річний півзахисник Бокі Локін) і перемогли 2:1 збірну Литви.
Збірна почергово проводить домашні матчі на стадіонах «Свангаскар» (збудований у 1991 році) в селищі Тофтір і «Торсволлюр», (збудований у 2000 році) у столиці Фарер Торсгавні.

## Чемпіонати Європи
- 1992–2024 — не пройшла кваліфікацію

## Склад команди
| #            | Гравець                |
| ------------ | ---------------------- |
| Воротарі     |                        |
| 1            | Якуп Міккельсен        |
| 16           | Майнхардт Йєнсен       |
| Захисники    |                        |
| 1            | Сонні Наттестад        |
| 3            | Вагнур Мор Мортенсен   |
| 4            | Атлі Данільсен         |
| 9            | Якуп а Борг            |
| 13           | Олі Йоханнесен         |
| 13           | Герберт уй Лон Якобсен |
| 15           | Янус Йєнсен            |
| 17           | Расмус Нольсе          |
| Півзахисники |                        |
| 2            | Марні Джургус          |
| 7            | Фроді Беньямінсен      |
| 8            | Юліан Юнссон           |
| 8            | Міккьял Томассен       |
| 11           | Клаус Бек Йоргенсен    |
| 11           | Паулі Ґ. Хансен        |
| 12           | Карі Нільсен           |
| 14           | Ганс Паулі Самуельсен  |
| 18           | Ганус Торфлейсон       |
| 19           | Барьюр Ольсен          |
| Форварди     |                        |
| 5            | Сімун Самуельсен       |
| 6            | Реґві Якобсен          |
| 10           | Крістіан Гоґни Якобсен |
| 14           | Йонхард Фредріксберг   |
| 18           | Арнбьорн Хансен        |

## Форма

### Домашня
|           |
| 2006–2007 |

|           |
| 2008–2009 |

|           |
| 2010–2011 |

|           |
| 2011–2012 |

|           |
| 2012–2014 |

|              |
| 2014–наш час |

### Гостьова
|           |
| 2006–2007 |

|           |
| 2008–2009 |

|           |
| 2010–2011 |

|           |
| 2011–2012 |

|           |
| 2012–2014 |

|              |
| 2014–наш час |